# Суасон-Север (кантон)
Суасон-Север (фр. Soissons-Nord) — упраздненный кантон во Франции, регион Пикардия. Департамент кантона — Эна. Входил в состав округа Суасон. Население кантона на 2011 год составляло 21 153 человека.
Код INSEE кантона — 0231. Всего в кантон Суасон-Север входило 11 коммун, из них главной являлся Суасон.

## Коммуны кантона
В состав кантона входили коммуны (население по данным Национального института статистики за 2011 г.):
- Венизель — население 1 345 чел.
- Вильнёв-Сен-Жермен — население 2 461 чел.
- Ворзи — население 337 чел.
- Жювиньи — население 292 чел.
- Круи — население 2 708 чел.
- Кюффи — население 1 739 чел.
- Лёри — население 105 чел.
- Пали — население 1 031 чел.
- Помье — население 626 чел.
- Суасон — население 11 363 чел.(частично)
- Шавиньи — население 146 чел.

## Экономика
Структура занятости населения (без учета города Суасон):
- сельское хозяйство — 2,3 %
- промышленность — 30,8 %
- строительство — 6,9 %
- торговля, транспорт и сфера услуг — 43,0 %
- государственные и муниципальные службы — 17,1 %

## Политика
На президентских выборах 2012 г. жители кантона отдали в 1-м туре 27,9 % голосов Франсуа Олланду против 25,2 % у Николя Саркози и 24,9 % у Марин Ле Пен, во 2-м туре в кантоне победил Олланд, получивший 50,8 % (2007 г. 1 тур: Саркози — 30,6 %, Сеголен Руаяль — 24,7 %; 2 тур: Саркози — 54,4 %). На выборах в Национальное собрание в 2012 г. по 4-му избирательному округу департамента Эна они поддержали кандидата левых Мари-Франсуазу Бештель, получившую 29,1 % голосов в 1-м туре и 50,8 % голосов — во 2-м туре.
|  | Кандидат         | Партия                  | % голосов |
|  | ---------------- | ----------------------- | --------- |
|  | Патрик Де        | Социалистическая партия | 59,88     |
|  | Изабель Летрийяр | Прочие правые           | 40,12     |